# Giorgio Piantella
Giorgio Piantella (Camposampiero, 6 luglio 1981) è un astista italiano.

## Biografia
In forza al Centro Sportivo Carabinieri, vanta 15 titoli di campione italiano (tra outdoor e indoor) e numerose partecipazioni nelle principali manifestazioni internazionali.
Le sue principali affermazioni sono la vittoria dell'oro alla Coppa del mondo militare indoor ad Atene, l'argento alle Universiadi a Belgrado e l'argento ai Mondiali militari a Sofia e il bronzo ai Giochi del Mediterraneo a Mersin in Turchia nel 2013.

## Palmarès
| Anno | Manifestazione           | Sede           | Evento           | Risultato | Prestazione | Note |
| ---- | ------------------------ | -------------- | ---------------- | --------- | ----------- | ---- |
| 2003 | Europei under 23         | Bydgoszcz      | Salto con l'asta | 4º        | 5,40 m      |      |
| 2003 | Mondiali militari        | Catania        | Salto con l'asta | 5º        | 5,10 m      |      |
| 2005 | Giochi del Mediterraneo  | Almería        | Salto con l'asta | 4º        | 5,45 m      |      |
| 2009 | Europei indoor           | Torino         | Salto con l'asta | 14º (q)   | 5,40 m      |      |
| 2009 | Universiade              | Belgrado       | Salto con l'asta | Argento   | 5,55 m      |      |
| 2009 | Mondiali militari        | Sofia          | Salto con l'asta | Argento   | 5,55 m      |      |
| 2010 | Europei                  | Barcellona     | Salto con l'asta | 16º (q)   | 5,50 m      |      |
| 2011 | Europei indoor           | Parigi         | Salto con l'asta | 14º (q)   | 5,40 m      |      |
| 2011 | Giochi mondiali militari | Rio de Janeiro | Salto con l'asta | 5º        | 5,20 m      |      |
| 2013 | Europei indoor           | Göteborg       | Salto con l'asta | 12º (q)   | 5,50 m      |      |
| 2013 | Giochi del Mediterraneo  | Mersin         | Salto con l'asta | Bronzo    | 5,50 m      |      |

## Campionati nazionali
- 8 volte campione nazionale assoluto del salto con l'asta (2005, 2006, 2008, 2009, 2010, 2014,  2016, 2017)
- 7 volte campione nazionale assoluto indoor del salto con l'asta (2005, 2007, 2009, 2010, 2011, 2013, 2017)

2003
- Bronzo ai campionati italiani assoluti (Rieti), salto con l'asta
- Oro ai campionati italiani promesse (Grosseto), salto con l'asta

2004
- Argento ai campionati italiani assoluti (Firenze), salto con l'asta - 5,30 m
- Argento ai campionati italiani assoluti indoor (Genova), salto con l'asta

2005
- Oro ai campionati italiani assoluti (Bressanone), salto con l'asta - 5,30 m
- Oro ai campionati italiani assoluti indoor (Ancona), salto con l'asta - 5,30 m

2006
- Oro ai campionati italiani assoluti (Torino), salto con l'asta - 5,30 m
- Argento ai campionati italiani assoluti indoor (Ancona), salto con l'asta - 5,30 m

2007
- Oro ai campionati italiani assoluti indoor (Ancona), salto con l'asta - 5,50 m

2008
- Oro ai campionati italiani assoluti (Cagliari), salto con l'asta - 5,42 m
- 8º ai campionati italiani assoluti indoor (Genova), salto con l'asta - 4,80 m

2009
- Oro ai campionati italiani assoluti (Milano), salto con l'asta - 5,45 m
- Oro ai campionati italiani assoluti indoor (Torino), salto con l'asta - 5,50 m

2010
- Oro ai campionati italiani assoluti (Grosseto), salto con l'asta - 5,50 m
- Oro ai campionati italiani assoluti indoor (Ancona), salto con l'asta - 5,40 m

2011
- Oro ai campionati italiani assoluti indoor (Ancona), salto con l'asta - 5,55 m

2012
- Argento ai campionati italiani assoluti (Bressanone), salto con l'asta - 5,45 m
- 4º ai campionati italiani assoluti indoor (Ancona), salto con l'asta - 5,30 m

2013
- Oro ai campionati italiani assoluti indoor (Ancona), salto con l'asta - 5,50 m
- 4º ai campionati italiani assoluti (Milano), salto con l'asta - 5,10 m

2014
- Oro ai campionati italiani assoluti (Rovereto), salto con l'asta - 5,40 m

2016
- Oro ai campionati italiani assoluti (Rieti), salto con l'asta - 5,35 m

2017
- Oro ai campionati italiani assoluti (Trieste), salto con l'asta - 5,40 m
- Oro ai campionati italiani assoluti indoor (Ancona), salto con l'asta - 5,40 m

2018
- Bronzo ai campionati italiani assoluti (Pescara), salto con l'asta - 5,20 m

## Altre competizioni internazionali
1998
- 6º alle Gymnasiadi ( Shanghai), salto con l'asta
- 7º ai World Youth Games ( Mosca), salto con l'asta

2005
- 7º al DécaNation ( Parigi), salto con l'asta - 5,20 m

2008
- 7º al DécaNation ( Parigi), salto con l'asta - 5,20 m
- 5º in Coppa Europa indoor ( Mosca), salto con l'asta - 5,40 m
- 5º in Coppa Europa (Super League) ( Annecy), salto con l'asta - 5,40 m

2009
- Oro in Coppa del mondo militare indoor ( Atene), salto con l'asta - 5,50 m
- 9º agli Europei a squadre ( Leira), salto con l'asta - 5,45 m
- 6º al DécaNation ( Parigi), salto con l'asta - 5,20 m

2010
- 7º al DécaNation ( Annecy), salto con l'asta - 5,20 m